# Tropicul Capricornului

Tropicul Capricornului (reprezentat aici printr-o linie roşie)

Tropicul Capricornului sau Tropicul de sud este una din cele 5 paralele importante ale Terrei, reprezentând cea mai sudică paralelă la care Soarele poate să apară la zenit la amiază, lucru care acolo se întâmplă doar o dată pe an, în momentul solstițiului de iarnă. Este la latitudinea de 23° 26′ 22″ S.

## Istoric
Această linie a fost numită „Tropicul Capricornului” deoarece înainte în momentul solstițiului de iarnă Soarele se afla în direcția constelației Capricornului.

## Geografie
Tropicul Capricornului trece prin următoarele locuri de pe Pământ:
| Teritoriu, țară sau mare | Note                                                                           |
| ------------------------ | ------------------------------------------------------------------------------ |
| Oceanul Atlantic         |                                                                                |
| Namibia                  |                                                                                |
| Botswana                 |                                                                                |
| Africa de Sud            |                                                                                |
| Mozambic                 | Gaza Inhambane                                                                 |
| Oceanul Indian           | Canalul Mozambic                                                               |
| Madagascar               | Toliara Fianarantsoa                                                           |
| Oceanul Indian           |                                                                                |
| Australia                | Western Australia Northern Territory Queensland                                |
| Oceanul Pacific          | Coral Sea, la sud de Reciful Cato in Australia's Coral Sea Islands             |
| Pacific Ocean            | La nord de Reciful Minerva ( Tonga), si la sud de Tubuai ( Polinezia franceză) |
| Chile                    | Antofagasta                                                                    |
| Argentina                | Jujuy Salta Jujuy Formosa                                                      |
| Paraguay                 | Boquerón Presidente Hayes Concepción San Pedro Amambay                         |
| Brazilia                 | Mato Grosso do Sul Paraná São Paulo                                            |
| Oceanul Atlantic         |                                                                                |